# Laboratorium Psychoedukacji
Laboratorium Psychoedukacji – pierwszy niepubliczny ośrodek psychoterapeutyczno-szkoleniowy w Polsce założony w 1978 roku. Inicjatorem jego powstania był Jacek Santorski, a wspierali go m.in. Wojciech Eichelberger, Zofia Milska-Wrzosińska, Ewa Szumotalska i Andrzej Twardoń, zaangażowani wtedy w rozwijanie w Polsce idei psychologii humanistycznej, antypsychiatrii i kontrkultury. 
Laboratorium Psychoedukacji prowadzi kompleksową działalność w obszarze profesjonalnej ochrony zdrowia psychicznego, od psychoterapii i rozwoju osobistego po liczne szkolenia, konferencje czy warsztaty. Zespół ośrodka liczy ponad 80 psychoterapeutów, którzy prowadzą psychoterapię indywidualną dla około 800 osób w większości w formule psychoterapii psychodynamicznej ograniczonej w czasie. W ośrodku prowadzona jest też psychoterapia par, psychoterapia grupowa dla ponad 20 cotygodniowych grup psychoterapeutycznych oraz weekendowe warsztaty o zróżnicowanej tematyce. 

## Psychoterapia
Laboratorium Psychoedukacji koncentruje  się na psychoterapii psychodynamicznej, która stanowi główny nurt prowadzonej w ośrodku terapii indywidualnej, grupowej i par. Psychoterapeuci współtworzący ośrodek pozostają jednak otwarci na inne podejścia, tak w teorii, jak i w praktyce, integrując je na bazie nurtu psychodynamicznego jako wiodącego. Ośrodek od wielu lat upowszechnia również wiedzę z zakresu potwierdzonych naukowo teorii i metod pracy z pacjentami. Dzięki staraniom Laboratorium Psychoedukacji w Polsce po raz pierwszy pojawili się m.in. Nancy McWilliams, Martha Stark, Patricia Coughlin, Alan Abbass, Paul Wachtel, Jon Frederickson, Michael Randolph i wielu innych. 

## Rozwój osobisty
Grupa Otwarcia jest autorską formą pracy nad sobą, która powstała w Laboratorium Psychoedukacji w 1978 roku i wciąż jest rozwijana, a od kilku lat poddawana również badaniom naukowym. Jest to intensywne grupowe doświadczenie o charakterze interpersonalnym. Kameralne pięciodniowe wyjazdy do podmiejskich ośrodków z początku odbywały się w rejonie Mazowsza, z czasem pojawiły się również w nowych lokalizacjach m.in. pod Jelenią Górą, pod Krakowem i na Pomorzu. Od roku 1978 w Grupach Otwarcia wzięło udział ponad 12 000 osób. 
Laboratorium Psychoedukacji organizuje również liczne wyjazdowe grupy tematyczne, takie jak np. „Praca z ciałem”, „Tylko dla mężczyzn”, „Gdy przeszłość nie daje żyć” i inne. 

## Szkolenia

### Studium Psychoterapii
Studium Psychoterapii to podyplomowe studia psychoterapeutyczne prowadzone w Laboratorium Psychoedukacji od 1981 roku, a w obecnej czteroletniej formule od 1995 roku. Do tej pory ukończyło je około 500 osób. Program Studium Psychoterapii posiada rekomendację Sekcji Psychoterapii Polskiego Towarzystwa Psychologicznego i atest Polskiego Towarzystwa Psychiatrycznego, a także akredytację European Association for Integrative Psychotherapy i European Confederation of Psychoanalytic Psychotherapy.

### Szkoła Psychoterapii Grupowej
Laboratorium Psychoedukacji prowadzi również Szkołę Psychoterapii Grupowej w zintegrowanym podejściu interpersonalnym, egzystencjalnym i psychodynamicznym. Podejście to łączy perspektywę interpersonalną z perspektywą grupy jako całości. 

### Szkoła Psychoterapii Par i Rodzin
Szkoła Psychoterapii Par i Rodzin jest propozycją dla zaawansowanych psychoterapeutów, którzy chcą rozwijać swoje kompetencje w zakresie pracy terapeutycznej z parami i rodzinami opierając się głównie na podejściu psychodynamicznym, systemowym i konstruktywistycznym.  
Laboratorium Psychoedukacji prowadzi wiele podyplomowych szkoleń psychoterapeutycznych, w ramach których prezentowane są metody pracy o naukowo potwierdzonej skuteczności. Wśród nich są m.in. Intensywna Krótkoterminowa Terapia Dynamiczna (ISTDP – Intensive Short-Term Dynamic Psychotherapy), Terapia Oparta na Mentalizacji (MBT – Mentalization Based Treatment) czy Terapia Par Skoncentrowana na Emocjach (EFT – Emotionally Focused Therapy for Couples). 

## Towarzystwa psychoterapeutyczne
Psychoterapeuci z zespołu Laboratorium Psychoedukacji są członkami m.in. Sekcji Psychoterapii Polskiego Towarzystwa Psychologicznego, Sekcji Naukowej Psychoterapii i Sekcji Naukowej Terapii Rodzin Polskiego Towarzystwa Psychiatrycznego, Naukowego Towarzystwa Psychoterapii Psychodynamicznej, Polskiego Stowarzyszenia Integracji Psychoterapii oraz European Association for Psychotherapy, European Association for Integrative Psychotherapy, European Confederation of Psychoanalytic Psychotherapy, Society for Exploration of Psychotherapy Integration. Wielu z nich posiada certyfikaty psychoterapeuty lub psychoterapeuty i superwizora Polskiego Towarzystwa Psychologicznego i innych stowarzyszeń.